# Saison 2025-2026 des Pistons de Détroit
La saison 2025-2026 des Pistons de Détroit est la 85e saison de la franchise, la 78e au sein de la National Basketball Association (NBA) et la 69e saison dans la ville de Détroit.

## Draft
| Tour | Choix | Joueur      | Poste | Nationalité | Provenance              |
| ---- | ----- | ----------- | ----- | ----------- | ----------------------- |
| 2    | 37    | Chaz Lanier | SG    | États-Unis  | Volunteers du Tennessee |

## Matchs

### Summer League
| Summer League Total: 3-2 |

| Match | Date match | Équipe      | Score    | Meilleur marqueur   | Meilleur rebondeur  | Meilleur passeur    | Lieux Spectateurs      | Série |
| ----- | ---------- | ----------- | -------- | ------------------- | ------------------- | ------------------- | ---------------------- | ----- |
| 1     | 11 juillet | New York    | V 104-86 | Ron Holland (28)    | Holland, Smith (11) | Bobi Klintman (5)   | Cox Pavilion 0         | 1 - 0 |
| 2     | 13 juillet | Houston     | V 98-83  | Daniss Jenkins (23) | Tolu Smith (12)     | Daniss Jenkins (6)  | Thomas & Mack Center 0 | 2 - 0 |
| 3     | 15 juillet | Minnesota   | D 73-89  | Ron Holland (22)    | Bobi Klintman (12)  | Daniss Jenkins (7)  | Thomas & Mack Center 0 | 2 - 1 |
| 4     | 17 juillet | Miami       | V 108-88 | Bobi Klintman (20)  | Garrison Brooks (9) | Daniss Jenkins (10) | Cox Pavilion 0         | 3 - 1 |
| 5     | 19 juillet | San Antonio | D 84-96  | John Ukomadu (12)   | Trois joueurs (4)   | Zakai Zeigler (5)   | Thomas & Mack Center 0 | 3 - 2 |

### Pré-saison
| Pré-saison Total: 0-0 (Domicile : 0-0; Extérieur : 0-0) |

### Saison régulière
| Saison régulière Total: 0-0 (Domicile : 0-0; Extérieur : 0-0) |